# Karel Kuhn
Karel Kuhn (Praga, 14 settembre 1915 – 29 giugno 1981) è stato un cestista cecoslovacco.

## Carriera
Disputò una partita per la nazionale cecoslovacca alle Olimpiadi estive del 1936.